# Suicide forcé
 (mai 2014).
Si vous disposez d'ouvrages ou d'articles de référence ou si vous connaissez des sites web de qualité traitant du thème abordé ici, merci de compléter l'article en donnant les références utiles à sa vérifiabilité et en les liant à la section « Notes et références ».

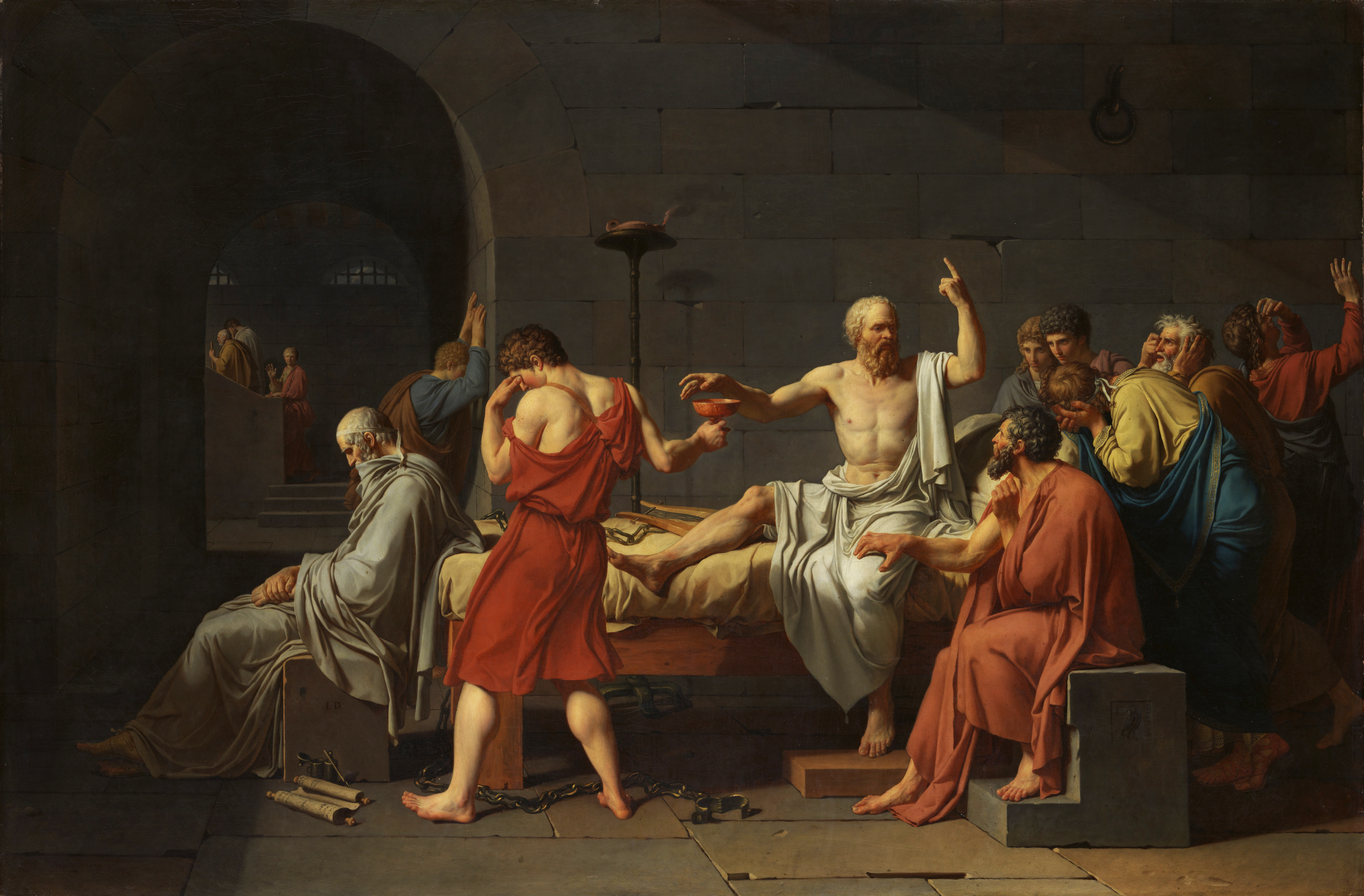
Jacques-Louis David, La mort de Socrate (1787), conservé au Metropolitan Museum of Art de New York

Le suicide forcé ou suicide imposé désigne une méthode d'exécution selon laquelle le condamné est amené à se suicider pour éviter la mise en œuvre d'une menace perçue comme pire que sa propre mort (comme la torture, le chantage à l'emprisonnement, au meurtre de ses proches, ou encore la perte de son honneur ou de sa position sociale). 
En France, depuis 2020, le suicide forcé est reconnu par la loi comme le harcèlement d’un conjoint conduisant à un suicide ou à une tentative de suicide.

## Exemples célèbres

### Personnages historiques
- Socrate fut condamné à mort par les Athéniens, et contraint d'ingérer une décoction de ciguë, comme le décrivent Platon et Xénophon
- Tous les participants à la conjuration de Pison furent condamnés par Néron à s'ouvrir les veines : on peut citer parmi eux Pison, Sénèque, Lucain, ainsi que Pétrone pourtant innocent.
- Le maréchal Erwin Rommel fut forcé par Hitler à se suicider ou à subir un procès infamant pour lui, où sa famille pourrait être accusée de complicité, il absorba un poison et fut enterré avec les honneurs militaires.
- Citons également Asano Naganori, Othon, Cnaeus Domitius Corbulo.

### Personnages de fiction
- Dans le film Voyage au bout de l'enfer de Michael Cimino, des tortionnaires imposent aux prisonniers de jouer à la roulette russe.
- Christian Jacq rapporte, dans La Justice du vizir, la condamnation à mort des coupables en Égypte antique, par ingestion de poison.
- Dans l'épisode 18 de la saison 2 de Prison Break, C-Note, qui s'est échappé de prison avec Michael Scofield à la fin de la saison 1, se rend aux autorités pour aider sa fille malade et sa femme emprisonnée par sa faute, et accepte d'aider l'agent Mahone à capturer Scofield. Sur le point de retrouver Scofield et son frère, l'agent Kim donne l'ordre à Mahone d'exécuter C-Note, devenu inutile. Mahone lui garantit alors qu'il prendra soin de sa femme et de sa fille en échange de sa pendaison. C-Note obéit, mais rate son suicide, sauvé par les gardiens[1].
- Dans le film Hunger Games, Seneca Crane est forcé à avaler des baies empoisonnées, les mêmes que celles que Katniss Everdeen et Peeta Mellark ont menacé d'ingérer dans l'arène.

## Droit par pays

### Canada
En droit pénal canadien, le suicide forcé est un homicide coupable d'après l'article 225 (5) c) du Code criminel, car il entre dans le cas de figure prévu par la disposition où un individu « cause la mort d'un être humain en portant cet être humain, par des menaces ou la crainte de quelque violence, ou par la supercherie, à faire quelque chose qui cause sa mort ». Si l'accusé a l'intention de causer la mort ou l'intention de causer des lésions corporelles de nature à causer la mort, ou si les critères des autres cas de figure envisagés par l'article 229 du Code criminel sont atteints, la catégorie d'homicide applicable sera le meurtre, tandis que dans le cas contraire, l'homicide coupable qui ne constitue pas un meurtre peut être poursuivi sous le chef d'accusation d'homicide involontaire coupable (art. 234 C.cr.).
Toutefois, dans les affaires de harcèlement criminel conduisant au suicide, l'attitude dominante des procureurs du ministère public n'est pas de déposer des accusations de meurtre ou d'homicide involontaire coupable, mais plutôt de porter des accusations de harcèlement criminel (par ex. dans l'affaire du suicide d'Amanda Todd, où aucune accusation de meurtre ne fut portée). Les accusations d'homicide en vertu  de l'article 225 (5) c) C.cr. sont davantage portées dans le contexte particulier d'organisations criminelles, où la victime qui veut à tout prix éviter de subir les violences d'une organisation criminelle n'a pratiquement pas le choix de faire quelque chose qui en bout de ligne cause sa mort, comme par ex. la victime dans l'arrêt Charbonneau c. R. de la Cour d'appel du Québec.
La disposition du Code criminel relative à l'« homicide par influence sur l'esprit » ne concerne pas véritablement le suicide forcé, mais vise plutôt des situations où une personne effraie quelqu'un à mort, notamment un enfant ou une personne malade. La disposition de l'art. 228 C.cr. est lue en conjonction à l'article 225 (5) d) C.cr., qui dit qu'effrayer quelqu'un à mort n'est pas un homicide, sauf si la victime est un enfant ou d'une personne malade (par ex. lors de l'Halloween).

### France
La loi du 30 juillet 2020 issue du Grenelle des violences conjugales de 2019, a introduit l’infraction de harcèlement par conjoint ou ex-conjoint ayant « conduit la victime à se suicider ou à tenter de se suicider ». Il s'agit d'un délit passible de dix ans de prison et 150 000 euros d’amende. La France est un des rares pays où une telle loi existe. Il y a eu en 2022 759 cas de suicides ou tentatives de suicide à la suite de violences conjugales, les victimes étant quasi exclusivement des femmes dans un processus de violences psychologiques et physiques similaire au féminicide. Le suicide forcé n'est pas considéré par la loi comme un meurtre et donc un féminicide, mais une circonstance aggravante dans le cas d'un harcèlement.
Le code pénal porte ainsi à dix ans d’emprisonnement et à 150 000 euros d’amende le harcèlement d’un conjoint conduisant à un suicide ou à une tentative de suicide.

### Royaume-Uni
Au Royaume-Uni, les écrits universitaires relatifs au suicide forcé portent notamment sur les crimes d'honneur. Selon l'auteur Mukaddes Gorar, « la différence entre le suicide d'honneur et le suicide forcé est cruciale pour déterminer la criminalité des auteurs. Si l'infraction de suicide forcé est établie en vertu de l'article 2 de la Suicide Act, alors l'affaire doit être traitée comme un meurtre (application inversée de l'article 2(2) de la Suicide Act ».